# 一般概括主義
一般概括主義（いっぱんがいかつしゅぎ）とは、行政処分に該当し、法律に例外のある場合を除いて、原則的に全ての処分について訴訟の提起を認める方法のことである。

## 概説
行政不服審査法ではこの考え方を採用しており、原則的に全ての処分について不服申立てをすることができる。ただし、行政不服審査法4条1項各号に該当する事項や、他の法律で除外されている事項については、例外的に不服申立て事項にあたらない。平たく言うと、ブラックリスト制。
訴願法では列記主義（ホワイトリスト制）を採用していたが、行政不服審査法では概括主義を採用している。